# I Am Gay and Muslim
I Am Gay and Muslim è un film documentario del 2012 diretto da Chris Belloni. 
La fotografia è stata curata da Bram Belloni, fratello del regista.
Girato in Marocco, segue cinque uomini gay musulmani mentre esplorano la loro identità religiosa e sessuale. Il film è stato proiettato in oltre una dozzina di paesi, tra cui Paesi Bassi, Stati Uniti, Ucraina e Serbia, attraverso festival come l'International Gay and Lesbian Film Festival, il Boston LGBT Film Festival, il Beirut International Film Festival, il Thessaloniki Film Festival e il Faroe Islands Int'l Minority Film Festival.

## Distribuzione

### Divieto del Kirghizistan
Il 28 settembre 2012, il documentario doveva essere proiettato al sesto annuale festival cinematografico Bir Duino ("Un Mondo") in Kirghizistan. Tuttavia, subito prima dell'inizio dell'evento, il Comitato di Stato per gli Affari Religiosi ha chiesto all'ufficio del Procuratore Generale di bloccare la visione del film, con l'accusa di "incitamento all'intolleranza religiosa". Il regista del film, che era presente all'evento, ha parlato brevemente a un pubblico di circa 500 persone e ha risposto alle domande, per lo più legate alla libertà di espressione. Poco dopo, un gruppo di islamisti radicali è entrato per boicottarlo. Gli organizzatori hanno poi interrotto il discorso e la polizia ha espulso i partecipanti.
La direttrice di Bir Duino, Tolekan Ismailova, ha riferito che, due giorni prima della prevista proiezione, il Comitato statale per la sicurezza nazionale aveva agito illegalmente, costringendola a consegnare una copia del film.
Human Rights Watch ha condannato il divieto come violazione della libertà di espressione e ha esortato il governo del Kirghizistan a ritirarlo.